# Puente del Real (Valencia)
El puente del Real es un puente que hay en la ciudad de Valencia, sobre el cauce antiguo del río Turia y que daba acceso desde el antiguo Palacio del Real a la ciudad, cerca de la Ciudadela de Valencia. Su estilo arquitectónico es el gótico valenciano.
La primera referencia documental que tenemos de la existencia de un puente en dicho lugar es por un bando del 16 de octubre de 1321 y una carta dirigida por los jurados de la ciudad al rey Jaime II hablando de una avenida que arruinó algunos arcos del puente del Real y del de Serranos.
El actual puente del Real es el que se reconstruyó después de la avenida de 1589.

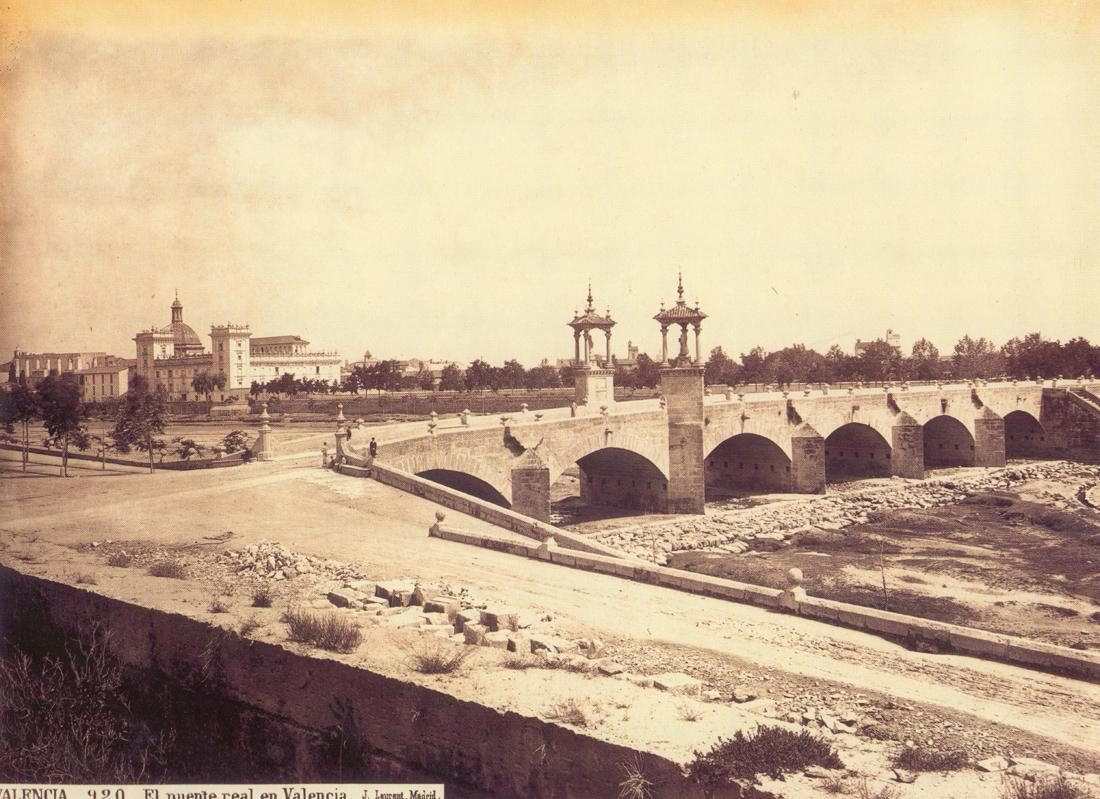
Puente del real en 1870.

Pocas ciudades españolas poseen unas defensas fluviales comparables a los pretiles del río Turia a su paso por Valencia. Fueran construidas por la Fàbrica de Murs y Valls (Fábrica de Muros y Valladares) primero y después por la Fábrica Nova del Riu (Fábrica Nueva del Río) desde 1590, para salvaguardar la ciudad de las crecidas periódicas del Turia. Ambas eran unas entidades forales que se encargaban de cuidar las murallas, fortificaciones, valles y otros canales, así como de cobrar determinados impuestos para mantenerse.  
A lo largo del siglo XVI se levantarían tres nuevos puentes de piedra: el de Serranos (1518), el del Mar (1596) y Puente del Real en (1590). Paralelamente se irían ejecutando los mejores pretiles de la caja del río, mayoritariamente a base de sillares (después serían de mampostería), llenos de sobrios ornamentos en barandillas, rampas, escalinatas...
El Puente del Real actual es el que se reconstruyó después de la avenida del 1589. La gran riada de 1517 se lo había llevado con anterioridad, y en agosto de 1528 se hundió, en parte por el peso del inmenso gentío que se va a amontonar para ver la llegada del emperador Carlos V .
El puente se acabó aceleradamente en 1598, para la boda de Felipe III con la archiduquesa Margarita de Austria. Al mismo tiempo que se cerró la puerta del Temple o de Bab el Shadchar y se abriría la nueva Puerta del Real. Actualmente una réplica (la original se demolió en 1868) puede verse en la plaza Puerta de la Mar de Valencia.
El Puente del Real comunicaba una de las zonas más importantes de la ciudad, con el Palacio Real, sus jardines y el paseo del Prado (hoy la Alameda).

## Datos Arquitectónicos
Construido en sillería está formado por diez arcos, su silueta aparece resaltada por unos cuidados tajamares triangulares sobre dos de los cuales se elevan unos casilicios (que fueran pagados por el arzobispo Tomás de Rocabertí en 1682), albergan los imágenes de San Vicente Ferrer y de San Vicente Mártir, realizadas por Lleonart Esteve. En 1936, fueran derruidos y los de hoy son réplicas de los originales de (Carmelo Vicent la primera y de José Esteve Bonete la otra). Han sido restaurados en el 2016, sacando el contraste cromático entre piedras perdido por la contaminación.
- San Vicente Ferrer:

“ El senat i poble de València. Acabat fon en el dia 18 del mes de febrer any del senyor 1598 en honor i gràcia de Felip [III] rei de les Espanyes i Índies, quan va vindre a València a contraure matrimoni amb Margarita d'Àustria. Sent Dimas Pardo, jurat primer dels cavallers: Cristòfol de la Torre, canonge de València, obrer pel braç eclesiàstic (de la Fàbrica Nova de Murs i Valls); Francisco March, jurat primer dels ciutadans, obrer pel braç real: Pedro Luis Salvador, obrer pel braç militar: Pere Lluís Almunia, cavaller: Miguel Casanova: Marcos Ruiz de la Bàrcena: Tomàs Torruvio, ciutadans, jurats: Jaume Bertran, ciutadà, obrer, racional”(El senado y pueblo de Valencia. Acabado fue en el día 18 del mes de febrero año del señor 1598 en honor y gracia de Felipe [III] rey de las Españas e Indias, cuando vino a Valencia a contraer matrimonio con Margarita de Austria. Siendo Dimas Pardo, jurado primero de los caballeros: Cristóval de la Torre, canónigo de Valencia, obrero por el brazo eclesiástico (de la Fábrica Nueva de Muros y Valladares); Francisco March, jurado primero de los ciudadanos, obrero pel brazo real: Pedro Luis Salvador, obrero por el brazo militar: Pedro Luis Almunia, caballero: Miguel Casanova: Marcos Ruiz de la Bárcena: Tomás Torruvio, ciudadanos, jurados: Jaime Bertrán, ciudadano, obrero, racional”.

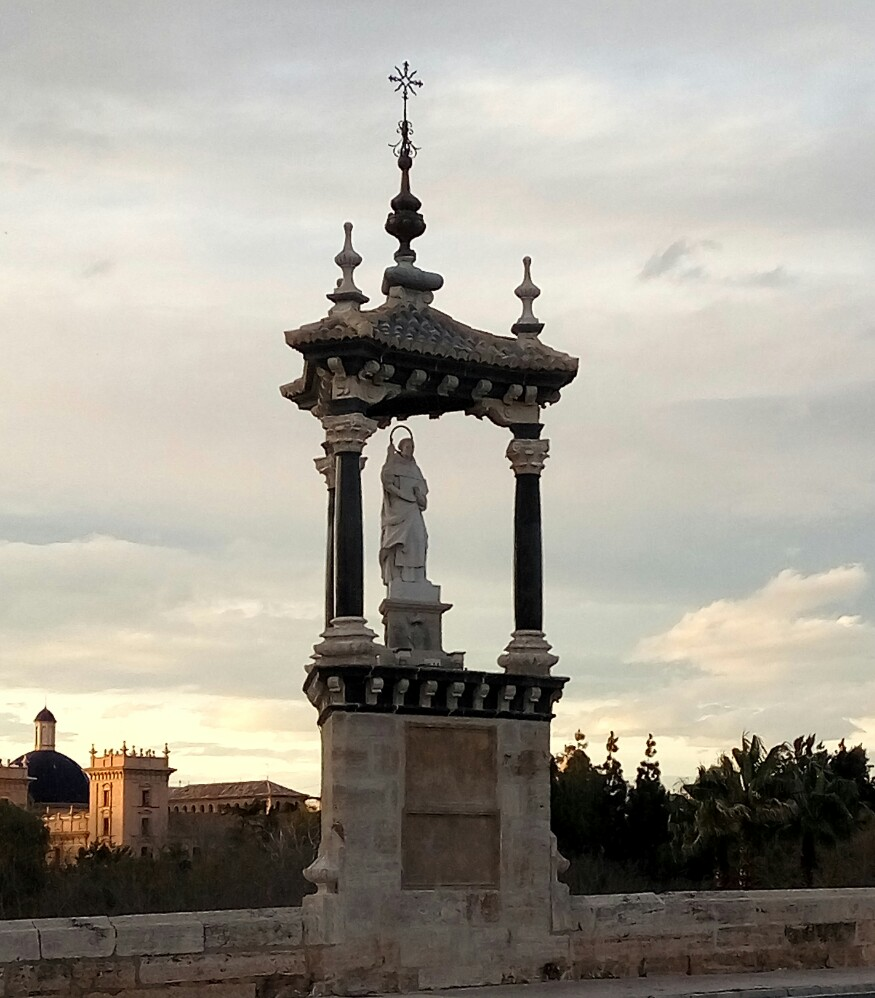
Casilicio de San Vicente Ferrer, después de la restauración de 2016.

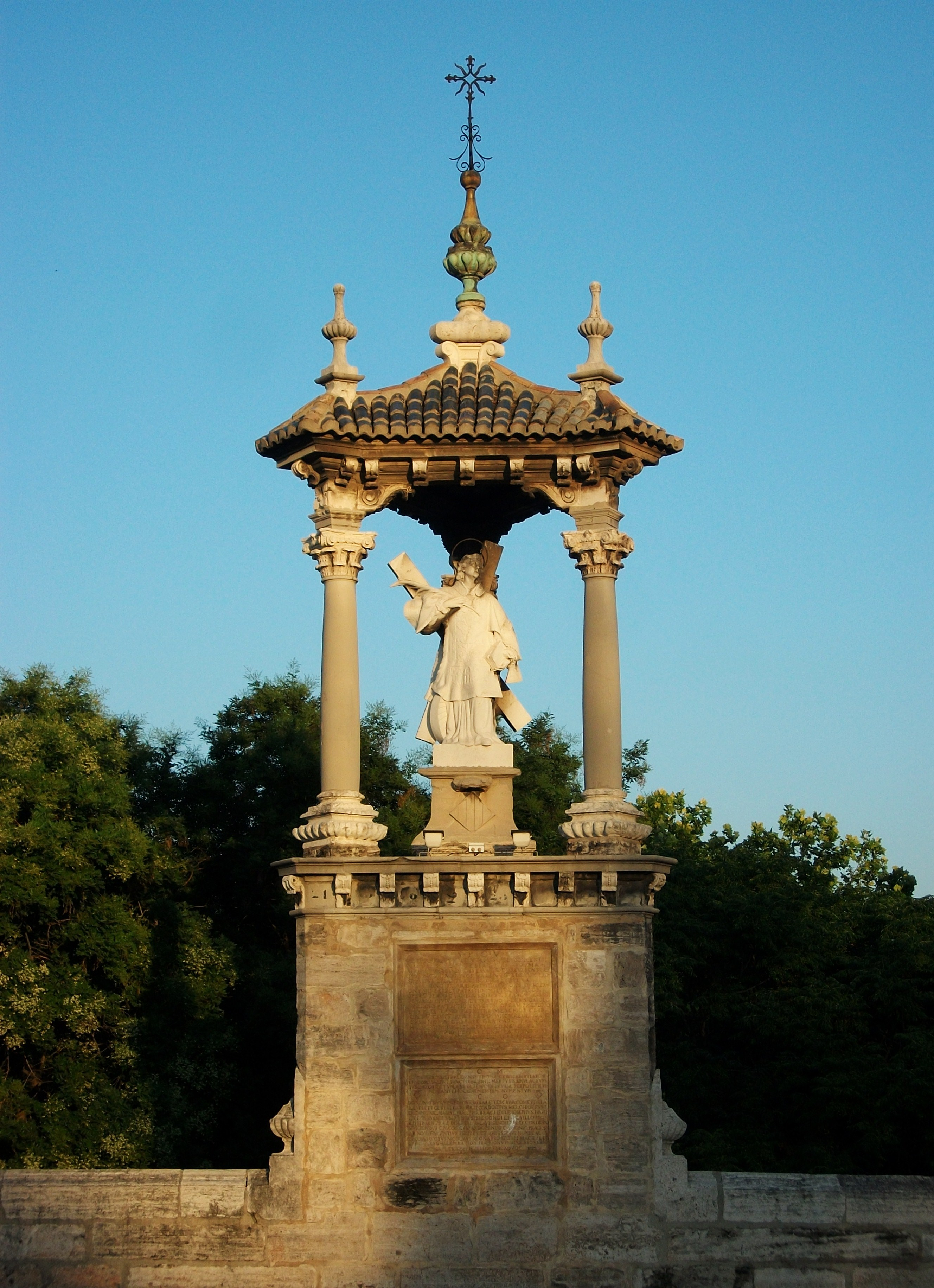
Casilicio con la estatua de San Vicente Mártir.

Bajo de los casilicios se puede leer.
- San Vicente Mártir

“El senat i poble de València. Acabades van ser les imàgens dels dos Vicents, Màrtir i Ferrer en prova de l'honor i reverència que als seus patrons continua tributant el Regne de València: sent, Francisco Vallebrera, jurat, primer de cavallers: el senyor Jeroni Ferrer, cavaller de l'Ordre de Santiago, obrer, eclesiàstic: Francisco March, jurat primer de ciutadans i síndic: Carlos Valero, patrici, obrer pel braç militar: Miquel Joan Casanova, Juan Granada, Francesc Jeroni Mascarell, jurats, ciutadans: Marcos Ruiz de Bàrcena, racional de la ciutat, obrer. Dia 18 de febrer de 1603 (El senado y pueblo de Valencia. Acabadas fueron las imágenes de los dos Vicentes, Mártir y Ferrer prueba del honor y reverencia que a sus patrones continua tributando el Reino de Valencia: siendo, Francisco Vallebrera, jurado, primero de caballeros: el señor Gerónimo Herrero, caballero de la Orden de Santiago, obrero, eclessiàstic: Francisco March, jurado primero de ciudadanos y síndico: Carlos Valero, patricio, obrero pel brazo militar: Miguel Juan Casanova, Juan Granada, Francisco Gerónimo Alcatraz, jurados, ciudadanos: Marcos Ruiz de Bárcena, racional de la ciudad, obrero. Día 18 de febrero de 1603”).

En 1968 se ensanchó hasta veintiséis metros, suprimiéndose las escalinatas que bajaban al lecho. Aunque se hizo la ampliación conservando su estilo y rica ornamentación barroca -pedestales, entradas, bancos y canapés en ménsula, pomos...- se cambiaron de forma sus trazas y proporciones.